# ウナイ・ガルシア
ウナイ・ガルシア・ルゲア（Unai García Lugea、1992年9月3日 - ）は、スペイン・エスカロス出身のサッカー選手。CAオサスナ所属。ポジションはディフェンダー。

## クラブ経歴
ナバーラ州のエスカロスに生まれ、CAオサスナのカンテラで育成された。2011-12シーズン、オサスナのリザーブチームでシニアデビューを果たし、2013年6月1日のレアル・マドリード戦でトップチームデビューを飾った。
2015年1月28日、CDトゥデラーノにレンタルされた。

## 人物
かつてオサスナでプレーしていたイマノル・ガルシアはウナイの実弟である。

## タイトル
オサスナ
- セグンダ・ディビシオン : 1回 (2018-19)